# Гасилла, Томаш
Томаш Гасилла (словац. Tomáš Hasilla; род. 23 августа 1990, Брезно, Среднесловацкий край) — словацкий биатлонист, участник Зимних Олимпийских игр 2014 и 2018 годов.

## Карьера
На соревнованиях высокого уровня дебютировал в 2007 году. Через 5 лет Хасилла вошёл в состав сборной Словакии на этапы Кубка мира по биатлона. До этого он принимал участие на 4 юниорских первенствах мира.
В 2011 году биатлонист дважды становился призёром чемпионата Европы среди юниоров по летнему биатлону. В 2013 году спортсмен завоевал бронзовую медаль в первенстве мира по летнему биатлону в итальянском Форни-Авольтри в лыжероллерах.
Лучший результат спортсмена в личной гонке — 16 место в спринте на Чемпионате мира 2017 года в Хохфильцене.

### Участие в Олимпийских играх
| Год  | Место проведения | Инд | Спр | Пр | МС | Эст | СмЭ |
| 2014 | Сочи             | 43  | 65  | —  | —  | 12  | —   |
| 2018 | Пхёнчхан         | 86  | 70  | —  | —  | 18  | —   |

### Участие на чемпионатах мира
| Год  | Место проведения     | Инд | Спр | Пр | МС | Эст | См | ОСм |
| ---- | -------------------- | --- | --- | -- | -- | --- | -- | --- |
| 2015 | Контиолахти          | —   | 75  | —  | —  | 11  | 17 | N/A |
| 2016 | Осло                 | —   | 62  | —  | —  | 12  | —  | N/A |
| 2017 | Хохфильцен           | 60  | 16  | 43 | —  | 12  | 12 | N/A |
| 2019 | Эстерсунд            | —   | 39  | 56 | —  | 18  | 12 | 24  |
| 2020 | Антхольц-Антерсельва | —   | 94  | —  | —  | 17  | —  | 26  |
| 2021 | Поклюка              | 55  | 69  | —  | —  | 17  | 18 | 21  |

## Кубок мира
- 2013—2014 — 80-е место (20 очков)
- 2014—2015 — 88-е место (3 очкка)
- 2015—2016 — 78-е место (21 очко)
- 2016—2017 — 64-е место (49 очков)
- 2017—2018 — — (очков не набирал)
- 2018—2019 — 92-е место (10 очков)
- 2019—2020 — — (очков не набирал)
- 2020—2021 — — (очков не набирал)